# 綠色交通

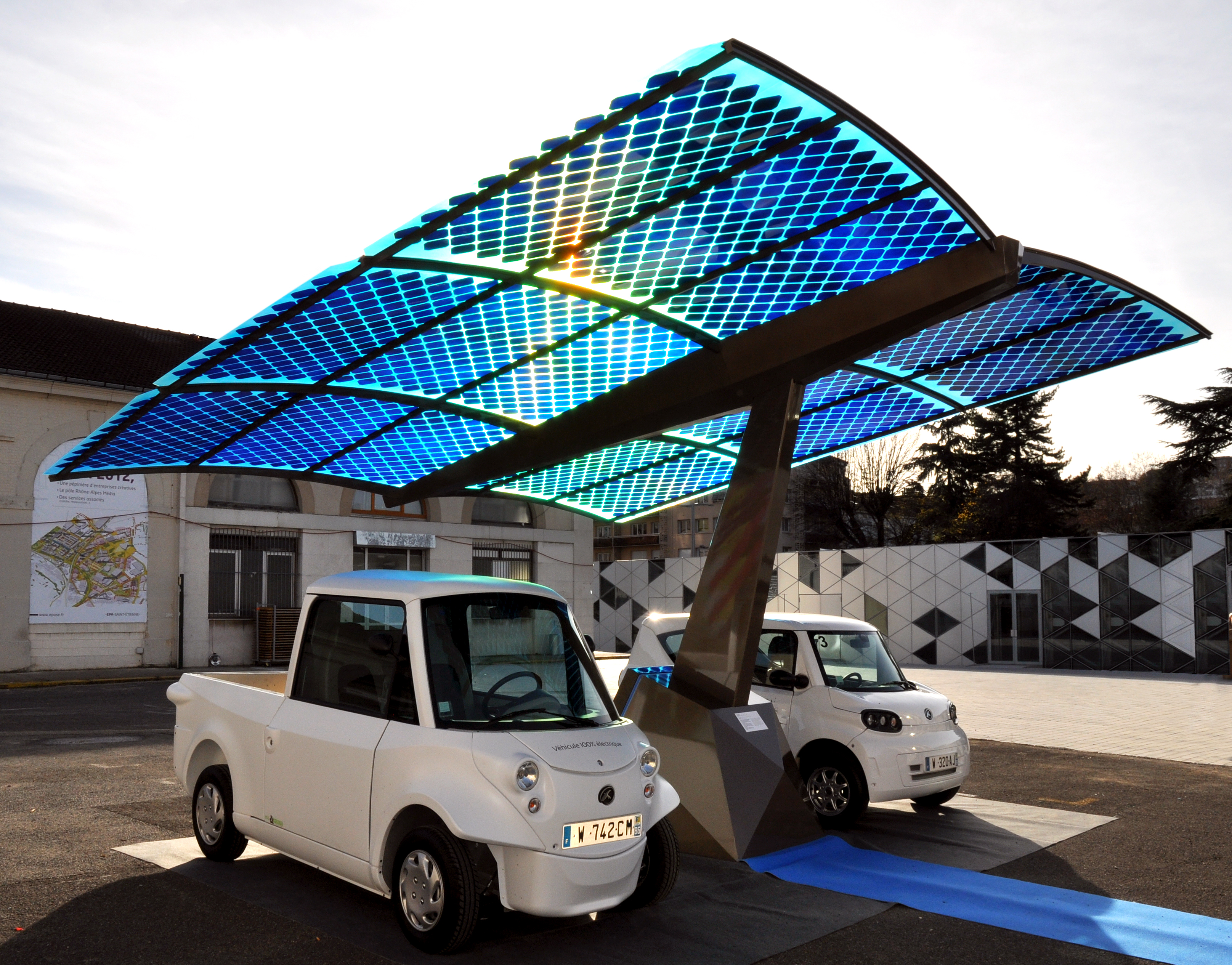
電動車太陽能充電站

綠色交通，又称可持续交通、低碳運輸、綠色運輸、永续运输，是以適應人類居住環境、生態均衡及節能的交通運輸系統，並採低污染、適合都市環境的交通工具。

## 定義
利用對於環境及健康與能源消耗等較為有利的運輸工具來達成同樣的社會經濟活動的目的、是一種全面改造交通系統及環境的做法、涉及都市空間結構的轉變，及民眾生活型態的改變、使得在交通的過程中，不只是不會遭到交通污染所帶來的危害，更可以透過交通過程帶來健康、「交通系統」不只是當成「生活工具」，也是「生活空間」。

## 運輸策略

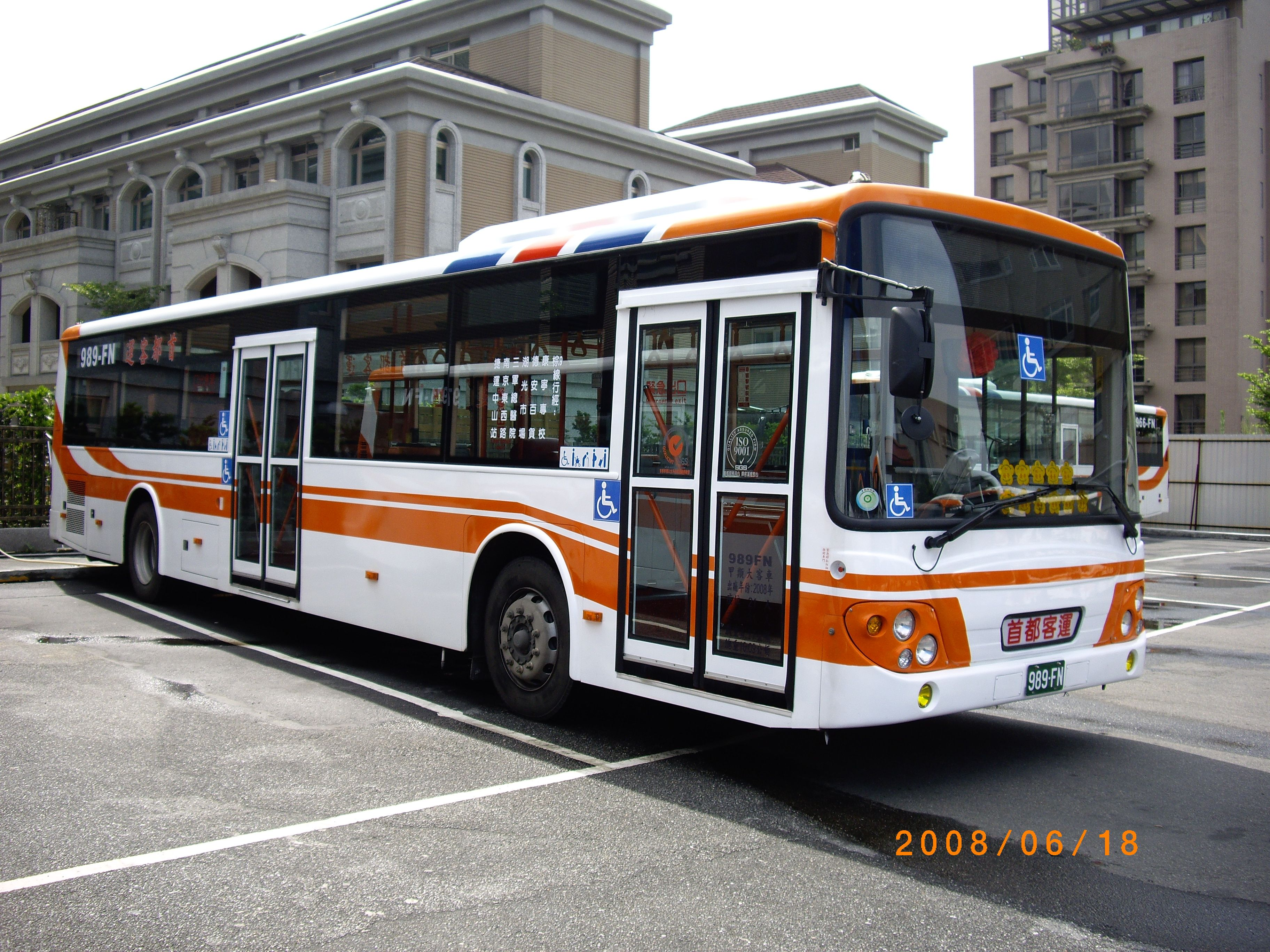
綠色交通-低底盤公車

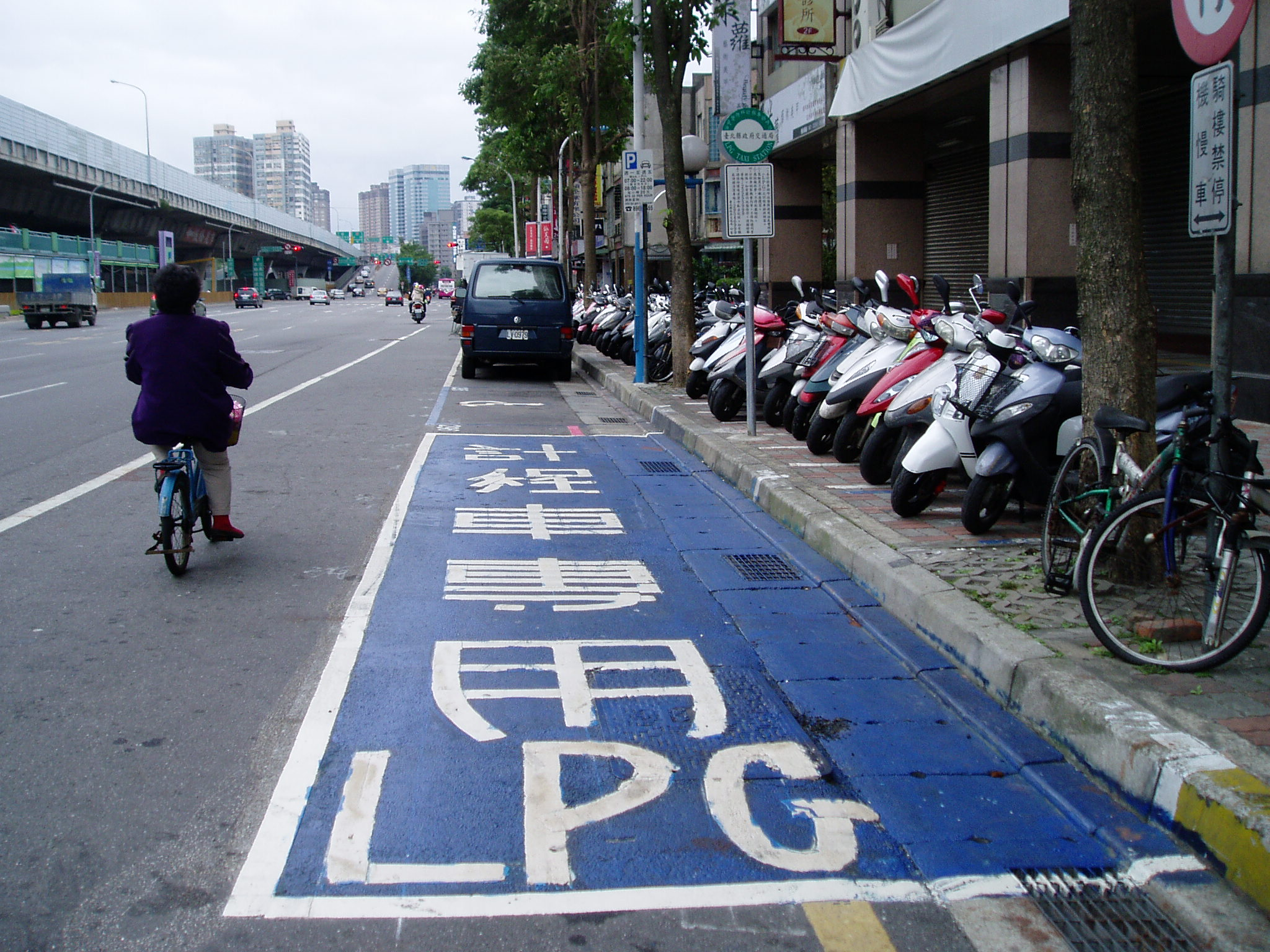
綠色交通-自行車

綠色交通主軸係以低汙染、適合都市環境的交通工具為主，在此主軸之下，「大眾運輸工具」、「共乘制度」、「自行車及步行」與「低汙染運具」等四大面向，並把「大眾運輸導向發展」(Transit Oriented Development)的交通規劃觀念晉級成到「綠色運輸導向發展」(Greening Transport Oriented Development) 。

## 台灣起源
綠色交通在全球蔚為風潮，在臺灣，由於新北市人口規模躍居全臺第一大，機車數輛數也是全臺之冠，據統計，機動車輛的溫室氣體排放量占台北縣總排放量的17%以上，比例相當高。

私人機動車輛一多，容易造成道路擁擠、停車困難、車禍，還會導致空氣污染，增加社會成本，因此希望藉由 「綠色交通」的推廣與「綠色運具」的使用，實現低碳城市目標。

### 具體政策
綠色交通在政府的帶動下，目前在大眾運輸工具部分，目前已完成高鐵、捷運、輕軌電車、公共汽車路網，有效解決都市交通擁擠問題。

在推動共乘制度部分，主要結合各縣市政府資源一起推廣，以增加都市運輸的機動性。此外，大力推廣自行車及步行，也是綠色交通最佳的實踐方式，未來還將扶持高油價問題，推廣太陽能、電動車輛和油電混合車等低污染工具。

## 關連項目
- 可持續交通系統

## 拓展阅读
- Leitman, Seth and Brant, Bob. . McGraw-Hill, Inc. October 2008. ISBN 0071543732.